# Praktportlak
Praktportlak (Portulaca grandiflora) är en portlakväxtart som beskrevs av William Jackson Hooker. 
Enligt Catalogue of Life ingår praktportlak i släktet portlaker och familjen portlakväxter, men enligt Dyntaxa är tillhörigheten istället släktet portlaker och familjen portlakväxter. Arten förekommer tillfälligt i Sverige, men reproducerar sig inte. Inga underarter finns listade i Catalogue of Life. Den är populär som prydnadsväxt.

## Bildgalleri

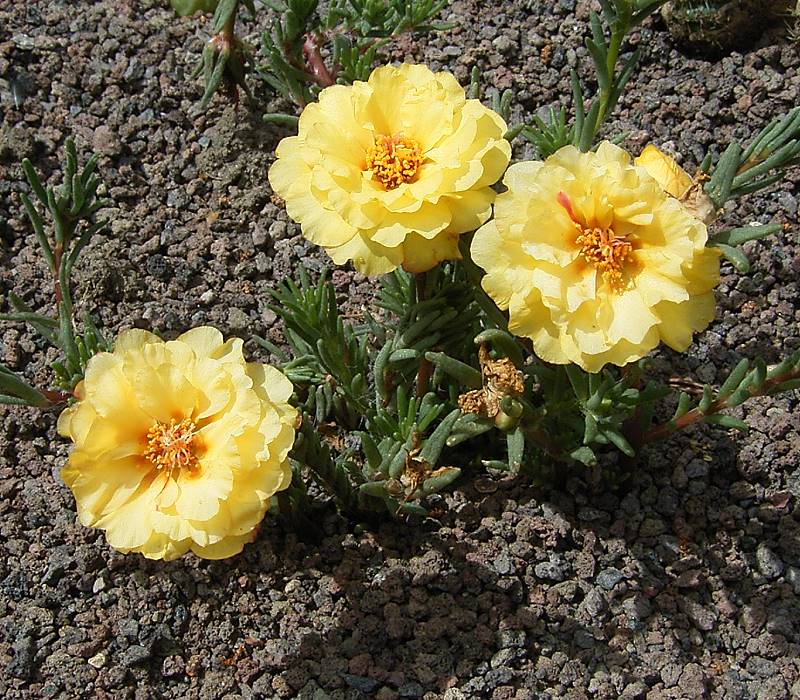
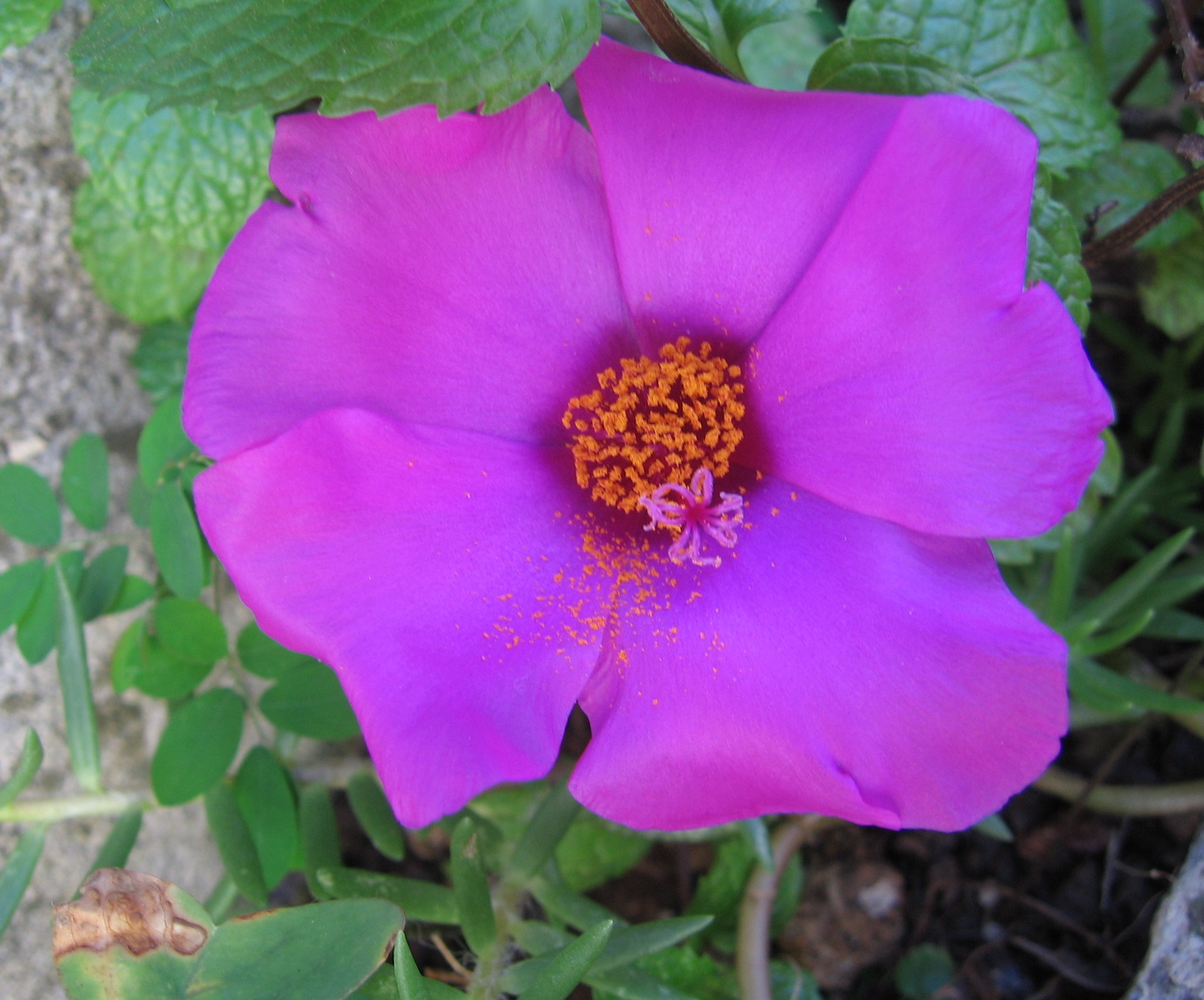
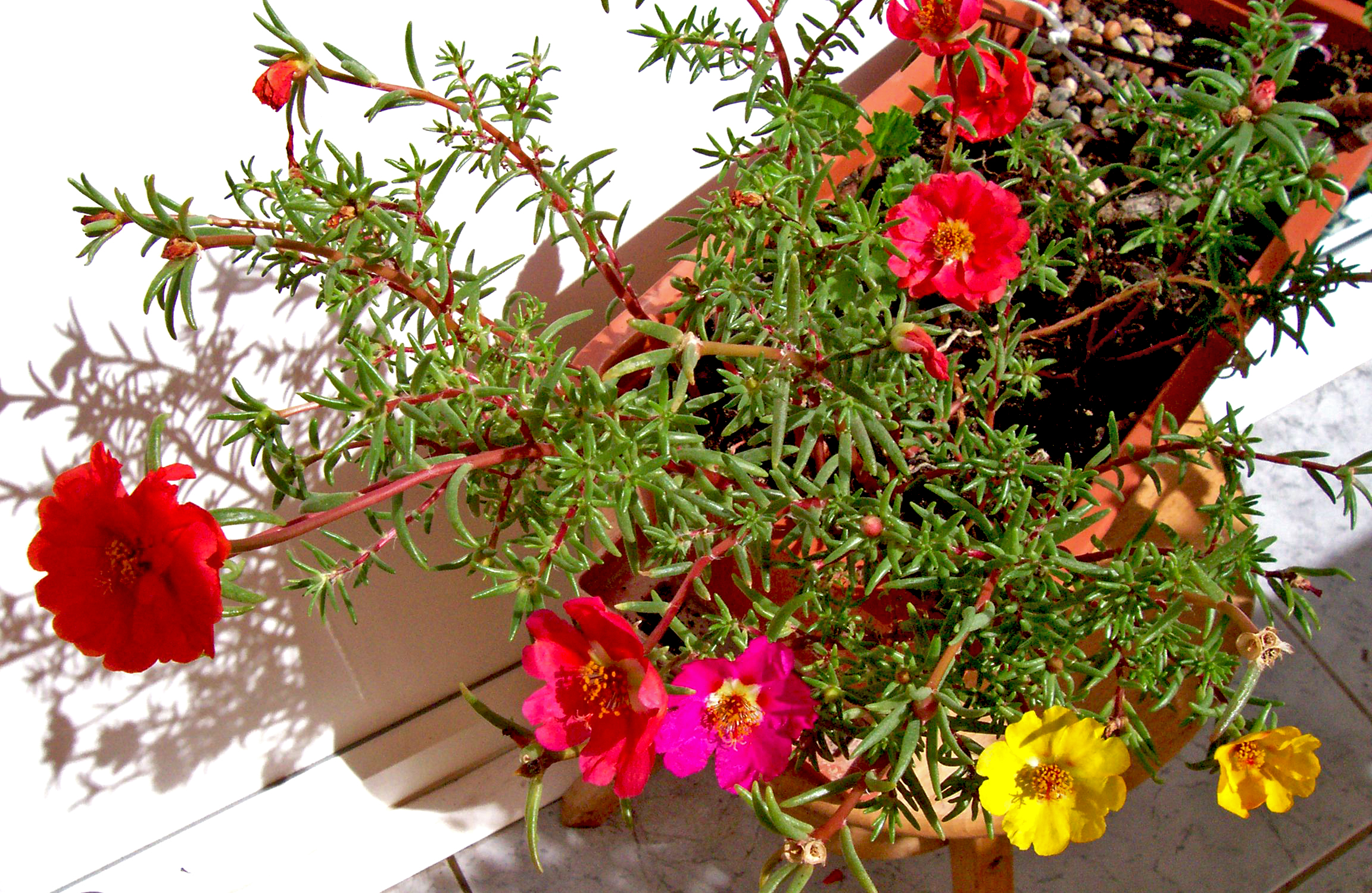
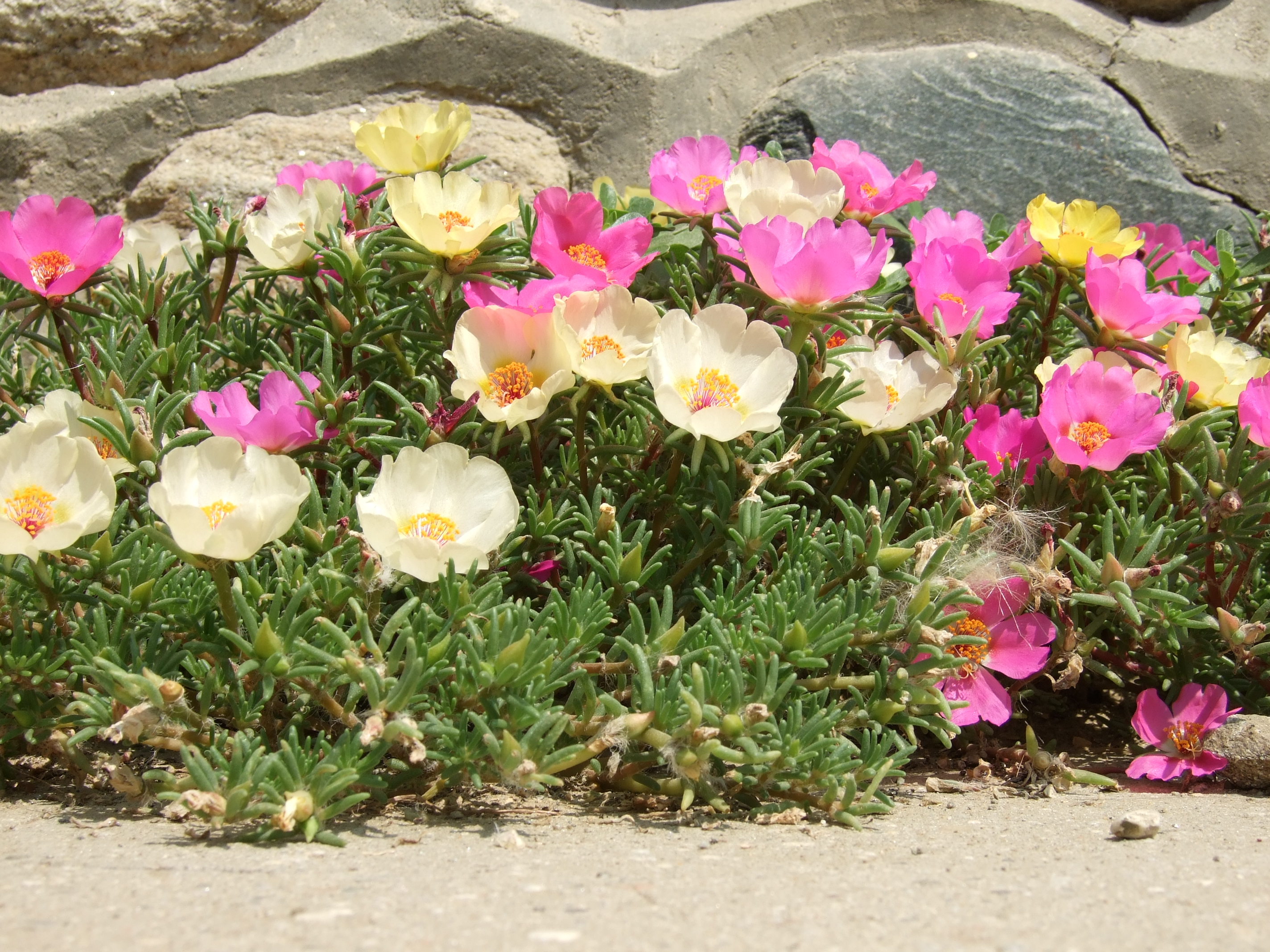
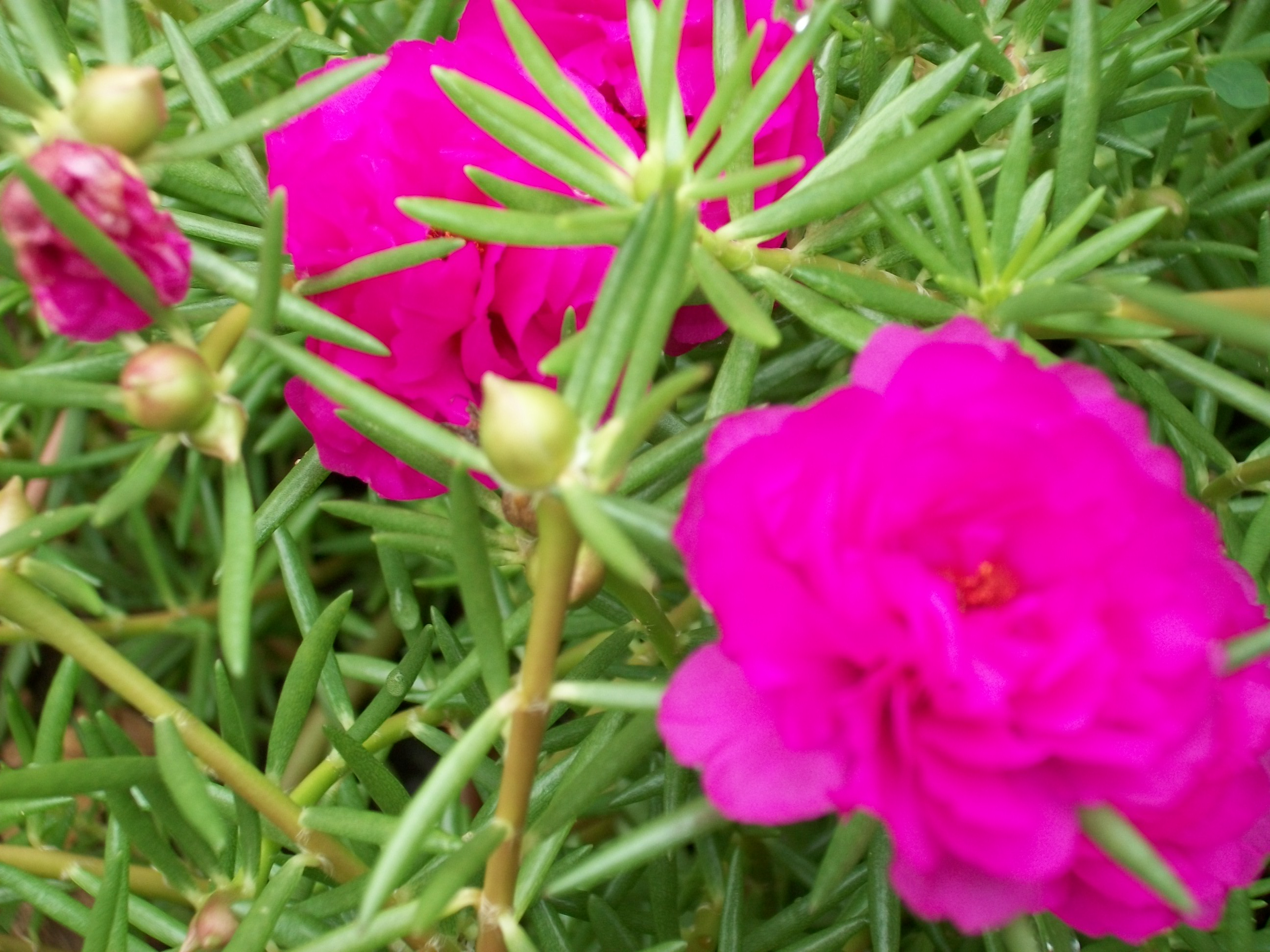
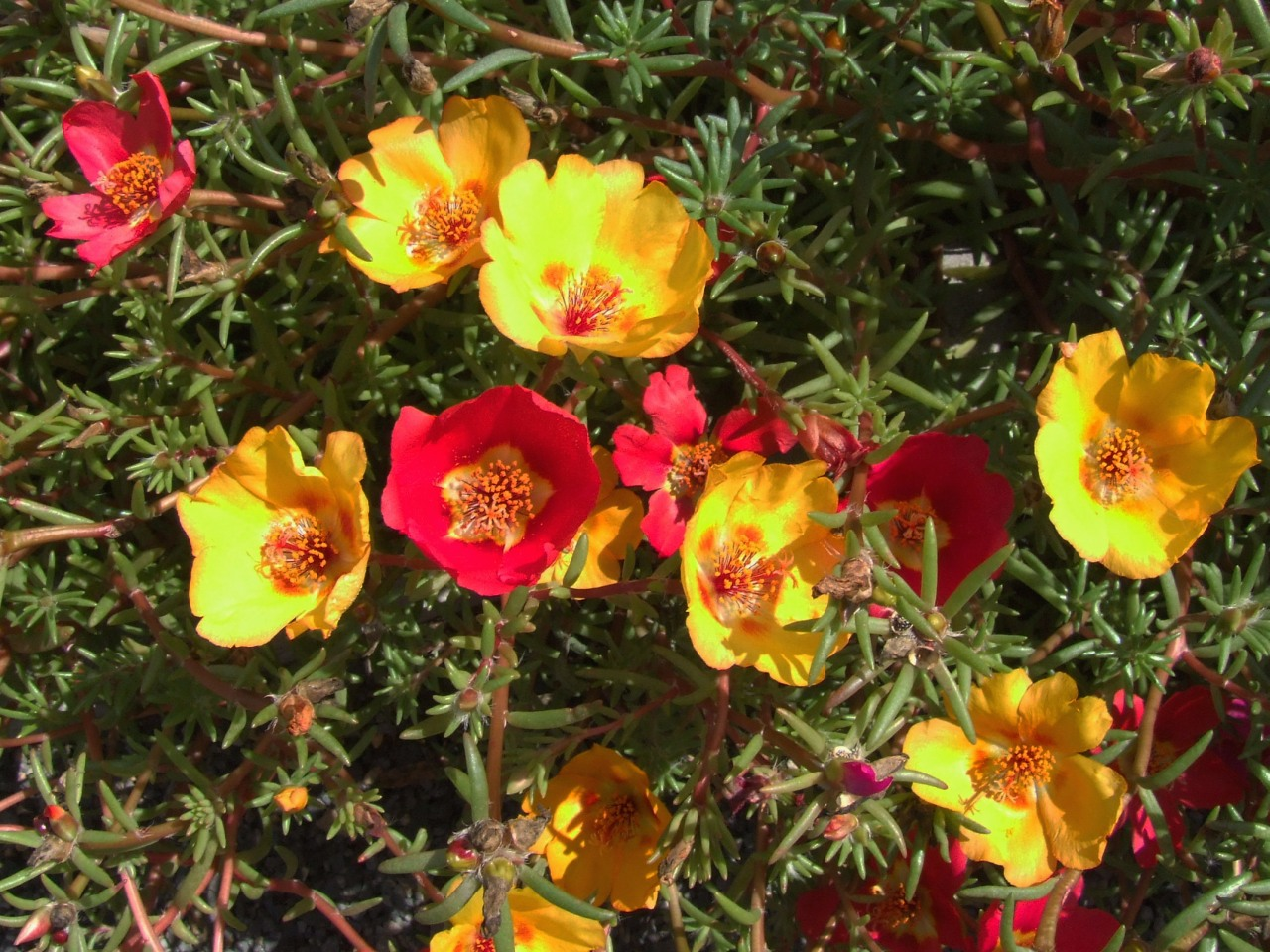